# عمرو سليم (موسيقار)
عمرو سليم (1961 -) هو موسيقار وعازف بيانو مصري.

## حياته ونشاته
ولد عمرو مُحمَّد صالح سليم  بالقاهرة سنة 1961، التحق بمدرسة داخلية لرعاية المكفوفين، ساعدته على تنمية مهاراته، كما التحق بمعهد ناصر الصالح للموسيقى العربية وبجامعة القاهرة، وشارك في المسابقات المتخصصة على مدار سنوات دراسته، ابن عمه الفنان هشام سليم. يرجع الفضل في تربيته إلى زوجة أبيه، التي كانت بمكانة أمه، لما بذلته من جهود في حياته.
تخرج من المعهد العالي للموسيقى العربية سنة 1982، متزوج ولديه ثلاثة أطفال.

## مسيرته
بعد تخرجه أنشأ أول فرقة موسيقية خاصة به وعمل على إعادة توزيع الاعمال الغنائية النادرة. بدأ مشواره الفني سنة 1977 وظهر ممثلًا في فيلم قلب امرأة. تأثر منذ طفولته بالموسيقى، وعند اكتشاف موهبته التحق بالمدرسة الداخلية لرعاية المكفوفين، وبدأ العزف على آلة الأكورديون، ثم اختار البيانو.

## جوائز
حصل على جوائز عديدة وكرم في عدة مهرجانات منها الموسيقي العربية عام 2019 ومهرجان القلعة عام 2021.
- الجائزة الأولى في مسابقة البيانو الدولية للمكفوفين (1984).
- فاز بالجائزة الأولى في مسابقة البيانو الدولية للمكفوفين عام 1984.
- حصل على جائزة الدولة للتفوق في الفنون عام 2002.
- جائزة أفضل موسيقى تصويرية من مهرجان القاهرة السينمائي الدولي (1997).
- جائزة الدولة للتفوق في الفنون (2002).

## أعماله
- الهروب الي القمة 1996 - فيلم (موسيقى تصويرية)

- الحادثة المجنونة 1993 - مسرحية (موسيقى تصويرية)

- الوزير جاي 1986 - فيلم (موسيقى تصويرية)

- الاتحاد النسائي 1984 - فيلم (موسيقى تصويرية)
- قلب امرأة 2007 - مسلسل (تمثيل)
- لن أعيش في جلباب أبي (1996) مسلسل (موسيقى تصويرية)
- ذئاب الجبل (1999) مسلسل (موسيقى تصويرية)
- الشارع اللي ورانا (2008) مسلسل (موسيقى تصويرية)
- المصير (1997) فيلم (موسيقى تصويرية)